# Rockwell X-30
Rockwell X-30 là một dự án trình diễn công nghệ tiên tiến dành cho National Aero-Space Plane (NASP), một phần thuộc dự án của Hoa Kỳ nhằm tạo ra tàu vũ trụ và tàu vận tải 1 tầng có thể bay lên quỹ đạo (SSTO). Nó bị hủy bỏ đầu thập niên 1990 trước khi mẫu thử hoàn thành.

## Tính năng kỹ chiến thuật (X-30 theo thiết kế)
Đặc tính tổng quát
- Chiều dài: 160,0 ft (48,8 m)
- Sải cánh: 74,0 ft (22,6 m)
- Trọng lượng có tải: 300.000 lb (136.078 kg)
- Động cơ: 1 × Scramjet

Hiệu suất bay
- Động cơ đẩy: Air/Slush LH2